# Équipe du Liechtenstein des moins de 17 ans de football
Maillots
L'équipe du Liechtenstein de football des moins de 17 ans est constituée par une sélection des meilleurs joueurs liechtenstenois de moins de 17 ans sous l'égide de la Fédération du Liechtenstein de football.

## Parcours

### Parcours en Championnat d'Europe
- 1982 : Non qualifié
- 1984 : Non qualifié
- 1985 : Non qualifié
- 1986 : Non qualifié
- 1987 : Non qualifié
- 1988 : Non qualifié
- 1989 : Non qualifié
- 1990 : Non qualifié
- 1991 : Non qualifié
- 1992 : Non qualifié
- 1993 : Non qualifié
- 1994 : Non qualifié
- 1995 : Non qualifié
- 1996 : Non qualifié
- 1997 : Non qualifié
- 1998 : 1er tour
- 1999 : Non qualifié
- 2000 : Non qualifié
- 2001 : Non qualifié
- 2002 : Non qualifié
- 2003 : Non qualifié
- 2004 : Non qualifié
- 2005 : Non qualifié
- 2006 : Non qualifié
- 2007 : Non qualifié
- 2008 : Non qualifié
- 2009 : Non qualifié
- 2010 : Qualifié comme pays organisateur puis forfait
- 2011 : Non qualifié

### Parcours en Coupe du monde
| - 1985 : Non qualifié - 1987 : Non qualifié - 1989 : Non qualifié - 1991 : Non qualifié - 1993 : Non qualifié - 1995 : Non qualifié - 1997 : Non qualifié - 1999 : Non qualifié - 2001 : Non qualifié - 2003 : Non qualifié - 2005 : Non qualifié - 2007 : Non qualifié - 2009 : Non qualifié - 2011 : En cours |